# Sardinella lemuru
Sardinella lemuru är en fiskart som beskrevs av Bleeker, 1853. Sardinella lemuru ingår i släktet Sardinella och familjen sillfiskar. Inga underarter finns listade i Catalogue of Life.